# Порядність
Порядність — одна з найважливіших позитивних моральних рис людини. 

## Сутність
Порядна людина завжди дотримується своїх обіцянок, уникає образ і не завдає умисної шкоди навколишнім.

## Етична субординаційність
Порядність як моральна якість є категорією етики і входить у ширше поняття етичного добра.
У 1825 Вольтер написав відому працю «Кодекс порядних людей, або мистецтво не дати себе обманути негідникам» (fr. Code des gens honnêtes ou l’art de ne pas être dupe des fripons)